# Gustave Rudler
Gustave Rudler (* 11. Januar 1872 in Besançon; † 17. Oktober 1957 in Paris) war ein französischer Romanist und Literaturwissenschaftler, der in England als Hochschullehrer wirkte.

## Leben und Werk
Rudler studierte in Paris an der École normale supérieure und wurde Gymnasiallehrer. Er habilitierte sich bei Gustave Lanson mit den beiden Thèses La Jeunesse de Benjamin Constant 1767-1794 (Paris 1909) und Bibliographie critique des oeuvres de Benjamin Constant (Paris 1908) und war ab 1913 Professor für Französisch am Bedford College in London. Von 1920 bis 1949 besetzte er den neu geschaffenen Marshal Foch Chair of French Literature an der Universität Oxford. Er war Mitherausgeber der Zeitschrift Revue critique des livres nouveaux (1910–1913) und von 1919 bis 1932 Mitgründer und erster Herausgeber der Zeitschrift French Quarterly.

## Weitere Werke
- L’Explication française. Principes et applications. Paris 1902; 9. Auflage: 1952.
- (mit N. Berthonneau) Le francais par l’observation sensible. Paris 1910.
- (Hrsg.) Benjamin Constant, Adolphe. Manchester 1919
- Les Techniques de la critique et de l’histoire littéraires en littérature française moderne. Oxford 1923; Paris/Genf 1979.
- (Hrsg.) Jules Michelet, Jeanne d’Arc. 2 Bände. Paris 1925.
- Michelet, historien de Jeanne d’Arc. 2 Bände. Paris 1925–1926.
- « Adolphe » de Benjamin Constant. Paris 1935.
- (Hrsg.) Mme de Staël, Lettres inédites à Juste Constant de Rebecque 1795–1812. Paris 1937.
- (Hrsg.) Racine, Mithridate. Oxford 1943.
- (Hrsg.) Molière, Le Misanthrope. Oxford 1947.
- (Hrsg. mit Jacob Peter Mayer) Alexis de Tocqueville, Correspondance Anglaise. Paris 1954.
- (mit Norman C. Anderson) Collins contemporary French dictionary: French-English, anglais-français. Revised by Anthony C. Brench [and others]. London 1969 (zuerst London / Glasgow 1952).